# Liên hoan phim quốc tế Hà Nội lần thứ 7
Liên hoan phim quốc tế Hà Nội lần thứ 7 là lần thứ 7 tổ chức của Liên hoan phim quốc tế Hà Nội với khẩu hiệu "Điện ảnh Sáng tạo - Cất cánh". Liên hoan phim khai mạc vào ngày 7 tháng 11 năm 2024 và bế mạc vào ngày 11 tháng 11 cùng năm tại Nhà hát Hồ Gươm. Tham dự liên hoan phim có 117 bộ phim tuyển chọn từ 51 quốc gia, vùng lãnh thổ và được chiếu tại ba cụm rạp gồm Trung tâm Chiếu phim Quốc gia, CGV Mipec Tower Đống Đa và BHD Star Cinema Vincom Phạm Ngọc Thạch. Hạng mục phim dự thi gồm 10 phim dài và 19 phim ngắn, trong đó tác phẩm điện ảnh (phim dài) duy nhất của Việt Nam tranh giải là Ngày xưa có một chuyện tình do Trịnh Đình Lê Minh đạo diễn. Ngoài ra, liên hoan phim cũng công chiếu 7 phim điện ảnh trong chương trình Tiêu điểm điện ảnh Đức, 38 phim trong chương trình Phim dài toàn cảnh, 34 phim Việt Nam đương đại và 9 phim Việt Nam chiếu trong Chương trình phim chào mừng Kỷ niệm 70 năm Ngày Giải phóng Thủ đô.

## Tổ chức
Ngày 10 tháng 9 năm 2024, Bộ Văn hóa, Thể thao và Du lịch Việt Nam đưa ra thông báo xác nhận Liên hoan phim sẽ được tổ chức từ ngày 7 tháng 11 tới ngày 11 tháng 11 năm 2024.
Buổi họp báo giới thiệu Liên hoan phim quốc tế Hà Nội được diễn ra vào ngày 5 tháng 11 năm 2024, qua đó xác nhận sẽ có 117 tác phẩm từ hơn 51 quốc gia được trình chiếu tại liên hoan phim, trong đó bao gồm 10 phim dài dự thi và 19 phim ngắn dự thi. Đại diện phim điện ảnh duy nhất của Việt Nam tham gia tranh giải ở hạng mục Phim dài dự thi là Ngày xưa có một chuyện tình – một dự án phim của đạo diễn Trịnh Đình Lê Minh. Các tác phẩm tham gia liên hoan phim được công chiếu miễn phí tại ba địa điểm là Trung tâm Chiếu phim Quốc gia, CGV Mipec Tower Đống Đa và BHD Star Cinema Vincom Phạm Ngọc Thạch.
Buổi khai mạc Liên hoan phim quốc tế Hà Nội lần thứ 7 được tổ chức tại Nhà hát Hồ Gươm vào tối ngày 7 tháng 11 năm 2024. Buổi chiếu phim mở màn được diễn ra trước đó vào buổi chiều cùng ngày, với tác phẩm được lựa chọn công chiếu là Ngày xưa có một chuyện tình.

## Ban giám khảo
Cũng như các năm trước, liên hoan phim năm nay thành lập 3 hạng mục ban giám khảo.

### Phim dài
- Ông William Pfeiffer : nhà sản xuất phim – Chủ tịch BGK
- Bà Teréz Vincze : nhà phê bình phim – Thành viên
- Bà Sophie Linnenbaum : đạo diễn, biên kịch – Thành viên
- Ông Chartchai Ketnust : đạo diễn, biên kịch, nhà sản xuất phim – Thành viên
- Ông Hứa Vĩ Văn : diễn viên, nhà sản xuất phim – Thành viên

### Phim ngắn

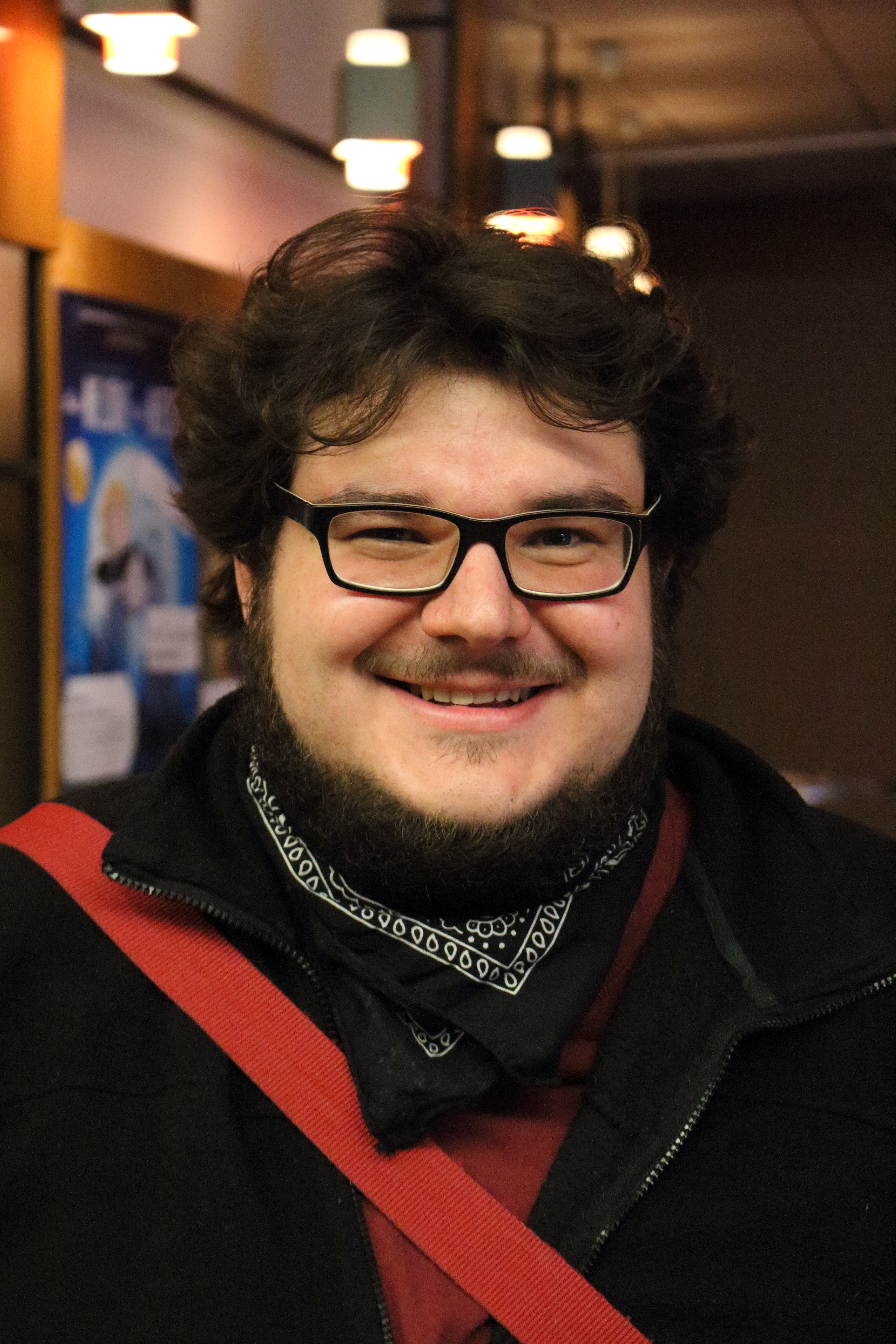
Đạo diễn Axel Ranisch, chủ tịch ban giám khảo hạng mục phim ngắn

- Ông Axel Ranisch : đạo diễn, diễn viên – Chủ tịch BGK
- Ông Tzang Merwyn Tong (Đường Vinh Vận) : đạo diễn, biên kịch – Thành viên
- Bà Nguyễn Phan Linh Đan : đạo diễn hình ảnh, nhà quay phim – Thành viên

### Giải AFCNet
- Ông Lee Dong-ha : nhà sản xuất phim – Chủ tịch BGK
- Bà Hwarng Wern-ying (Hoàng Vấn Anh) : đạo diễn, giám đốc nghệ thuật, nhà biên kịch, thiết kế phục trang – Thành viên
- Ông Võ Thanh Hòa : đạo diễn, diễn viên, nhà sản xuất phim – Thành viên

## Chương trình

### Phim khai mạc và bế mạc
| Tựa đề tiếng Việt                           | Tựa đề tiếng Anh                         | Đạo diễn           | Quốc gia     | Ghi chú       |
| ------------------------------------------- | ---------------------------------------- | ------------------ | ------------ | ------------- |
| Ngày xưa có một chuyện tình                 | Once Upon A Love Story                   | Trịnh Đình Lê Minh | Việt Nam     | Phim khai mạc |
| Vở hài kịch không hồi kết của Basri & Salma | Basri and Salma in a Never-Ending Comedy | Khozy Rizal        | Indonesia/Mỹ | Phim bế mạc   |

### Phim dài dự thi
10 phim được chọn để tranh giải thưởng chính thức ở hạng mục Phim dài dự thi:
Tựa đề bôi đậm chỉ tác phẩm thắng giải
| Tựa đề tiếng Việt                         | Tựa đề tiếng Anh                               | Đạo diễn             | Quốc gia      |
| ----------------------------------------- | ---------------------------------------------- | -------------------- | ------------- |
| Hương trà Ấn Độ                           | Irani Chai                                     | Manoj Srivastava     | Ấn Độ         |
| Vỏ bọc                                    | Hard Shell                                     | Majid-Reza Mostafavi | Iran          |
| Tình yêu vĩnh cửu                         | Steely Lovers                                  | Choi Jong-koo        | Hàn Quốc      |
| Tám góc nhìn về hồ Biwa                   | 8 Views of Lake Biwa                           | Marko Raat           | Estonia       |
| Những thợ săn trên cánh đồng trắng        | Hunters on a White Field                       | Sarah Gyllenstierna  | Thụy Điển     |
| Nhà dột                                   | It's Raining in the House                      | Paloma Sermon-Daï    | Bỉ, Pháp      |
| Ngày xưa có một chuyện tình               | Once Upon A Love Story                         | Trịnh Đình Lê Minh   | Việt Nam      |
| Khi nào mọi thứ mới trở lại như chưa từng | When Will It Be Again Like It Never Was Before | Sonja Heiss          | Đức           |
| Kẻ nói dối                                | Liar                                           | Julia Trofimova      | Liên bang Nga |
| Charlotte một phần của chúng ta           | Charlotte, One of Us                           | Rolando Colla        | Thụy Sĩ       |

### Phim ngắn dự thi
19 phim ngắn được chọn để công chiếu chính thức ở hạng mục Phim ngắn dự thi, chia thành 8 chùm phim ngắn:
Tựa đề bôi đậm chỉ tác phẩm thắng giải
| Chùm phim ngắn dự thi 1: - Khi chú chim cất cánh/ A Bird Flew (Colombia) - Những người được đề cử'/ The Nominees (Serbia) - Những người gỡ mủ cao su/ The Rubber Tappers (Campuchia) - Taxi ngoại đạo/ Illegal Taxi (Hàn Quốc) Chùm phim ngắn dự thi 2: - Người đánh cá/ Fisherman (Iran) - Nước mật/Aguamiel (Hoa Kỳ) - Xa lộ của con tim tan vỡ/ Highway of a Broken Heart (Hy Lạp) - Thế giới của Aki/ Sekai (Nhật Bản) Chùm phim ngắn dự thi 3: - Tạm biệt mối tình đầu/ Goodbye First Love (Hoa Kỳ) - Thợ xếp chữ/ Typesetter (Iran) Chùm phim ngắn dự thi 4: - Đi về phía mặt trời/Going towards the sun (Việt Nam) - Giấc mơ làm du lịch của người bản địa Tây Nguyên/The Dream of Doing Tourism of Indigenous People in the Central Highlands (Việt Nam) | Chùm phim ngắn dự thi 5: - Linh ảnh/ The soul of photographs (Việt Nam) - Người ơi, đừng khóc cuối đường/ Dearest Spare Tears in the Twilight (Việt Nam) Chùm phim ngắn dự thi 6: - Nguồn cội/Origin (Việt Nam) - Cây ổi thiên đường/The Paradise Guava Tree (Việt Nam) - Nụ cười/Smile (Việt Nam) Chùm phim ngắn dự thi 7: - Khi tên lửa đậu trên bệ phóng/ When a Rocket Sits on the Launch Pad (Trung Quốc, Hoa Kỳ) Chùm phim ngắn dự thi 8: - Tẹo (Việt Nam) |

### Phim toàn cảnh thế giới
38 phim được chọn để công chiếu trong Chương trình toàn cảnh điện ảnh thế giới (World Cinema Panorama), trong đó có 23 phim dài và 15 phim ngắn, phim ngắn được chia làm 5 chùm phim:
| Chùm phim ngắn nước ngoài toàn cảnh 1: - Trả giá/ Fairplay (Thuỵ Sĩ) Chùm phim ngắn nước ngoài toàn cảnh 2: - Bạn gái của tôi/ My Girlfriend (Ai Cập) - Chuyện của bốn người đàn ông họ Kim/ 4Kims: The story of four men (Hàn Quốc) - Không có gì trong số này/ Nada de Todo Esto (Tây Ban Nha) - 48 giờ/48 Hours (Iran) Chùm phim ngắn nước ngoài toàn cảnh 3: - Anh đào/ Cherries (Litva) - Bức thư cho sự kết thúc của mùa hè/A Summer's End Poem (Trung Quốc) - Dòng sông của những nỗi buồn/ Aqueronte (Tây Ban Nha) - Ngày càng xa hơn/ Further and Further Away (Campuchia) - Khi mùa xuân đến/ The day spring comes (Hàn Quốc) Chùm phim ngắn nước ngoài toàn cảnh 4: - Chia sẻ/ Sharenting (Thái Lan) - Một ngày nắng đẹp/ A Bright Sunny Day (Trung Quốc, Hoa Kỳ) - Tôi muốn tin/ I Want to Believe (Thái Lan) - Hồ sơ/ File (Iran) Chùm phim ngắn nước ngoài toàn cảnh 5: - Vở hài kịch không hồi kết của Basri & Salma/ Basri and Salma in a Never-Ending Comedy (Indonesia) | Phim dài nước ngoài toàn cảnh: - Hòa điệu dưới tầng hầm/Any Number Can Win (Pháp) - Vườn địa đàng/Paradise (Sri Lanka) - Semmelweis (Hungary) - Satyajit thân mến/ Dear Satyajit (Bangladesh) - Nữ quyền kiểu Trung Hoa /Old Fashion, New Life (Malaysia) - Nỗi buồn ngọt ngào /Sweet Sorrow (Serbia, Croatia) - Những người định cư /The Settlers (Chile) - Những ngã rẽ cuộc đời /Blue Sun Palace (Hoa Kỳ) - Người thừa kế /The Successor (Pháp, Bỉ, Canada) - Người thợ làm thủy tinh /The Glassworker (Pakistan, Tây Ban Nha, Hoa Kỳ) - Rực cháy /As It Burn (Hong Kong) - Hồ bơi đen tối /Natatorium (Iceland) - Hành trình Kisspeptin /Kisspeptin Chronicles (Nhật Bản) - Hai trái tim /Two Heart (Hàn Quốc) - Đom đóm /Firefly (Philippines) - Vương quốc /Dahomey (Benin, Sénégal, Pháp) - Cô gái và cây kim /The Girl With The Needle (Đan Mạch) - Cô bé im lặng /A Child Of Silent (Hàn Quốc) - Cô ấy mua một chiếc ấm đun nước /She Bought A Kettle (Kazakhstan) - Chuồn chuồn cánh bướm /Mukhadrakon (Liên Bang Nga) - Armand (Na Uy, Hà Lan, Thụy Điển, Đức) - Ánh sáng không bao giờ tắt /A Light Never Goes Out (Hong Kong) - Hoang Dại/Wild (Iran) |

### Tiêu điểm điện ảnh Đức
7 phim được chọn để công chiếu chính thức ở hạng mục Tiêu điểm điện ảnh Đức:
| Tựa đề tiếng Việt    | Tựa đề tiếng Anh            | Đạo diễn          | Quốc gia |
| -------------------- | --------------------------- | ----------------- | -------- |
| Orphea đang yêu      | Orphea In Love              | Axel Ranisch      | Đức      |
| Người bình thường    | The Ordinaries              | Sophie Linnenbaum | Đức      |
| Là người chiến thắng | Winners                     | Soleen Yusef      | Đức      |
| Dọc Quầy hàng        | In the Aisles               | Thomas Stuber     | Đức      |
| Hấp hối              | Dying                       | Matthias Glasner  | Đức      |
| Răng sữa             | Milk Teeth                  | Sophia Bösch      | Đức      |
| Cà phê ở Berlin      | A Coffee in Berlin (Oh Boy) | Jan-Ole Gerster   | Đức      |

### Phim Việt Nam đương đại
34 phim được chọn để công chiếu trong Chương trình phim Việt Nam đương đại, trong đó có 22 phim dài, 6 phim tài liệu, 6 phim hoạt hình:
| Chùm phim tài liệu Việt Nam đương đại 1: - Tội ác phía sau lòng tin/ 'Crime Behind Trus (Việt Nam) - Tìm lại tuổi thơ qua trò chơi dân gian/ Rediscovering Childhood through Folk Games (Việt Nam) Chùm phim tài liệu Việt Nam đương đại 2: - Nắng nhuộm lụa vàng/Silk in the Sunshine (Việt Nam) - Khát vọng thiên thanh/ Aspiration to the sky (Việt Nam) Chùm phim tài liệu Việt Nam đương đại 3: - Ngàn năm sênh phách/Senh Phach Over the Years (Việt Nam) - Thư gửi mẹ/Dear Mom (Việt Nam) Chùm phim hoạt hình Việt Nam đương đại 1: - Cá rô đi lạc/The Stray Perch (Việt Nam) - Cô bé tóc xù/Curly Hair Girl (Việt Nam) - Giấc mơ của con/My Child's Dream (Việt Nam) - Tái sinh/Revive (Việt Nam) Chùm phim hoạt hình Việt Nam đương đại 2: - Đội lân sư nhí nhố (Trạng Quỳnh thời nhí nhố)/Mischievous Lion Dance Crew – The Chilhood of Trang Quynh (Việt Nam) - Cá chép của ông Táo (Trạng Quỳnh thời nhí nhố)/The Kitchen God's Carp – The Chilhood of Trang Quynh (Việt Nam) | Phim dài Việt Nam đương đại: - Vầng trăng thơ ấu/ Childhood Moon (Việt Nam) - B4S - Trước giờ "Yêu"/ Before Sex (Việt Nam) - Tiểu đội hoa hồng/ The Rose Squad (Việt Nam) - Siêu lừa gặp siêu lầy/ Hustler vs. Scammer (Việt Nam) - Quỷ cẩu/ Crimson Snout (Việt Nam) - Những bức Tường/ The Walls (Việt Nam) - Nhà bà Nữ/ The House of No Man (Việt Nam) - Móng vuốt/ Claws (Việt Nam) - Mai (Việt Nam) - Làm giàu với ma/ Betting With Ghost (Việt Nam) - Kẻ ẩn danh/ Bad Blood (Việt Nam) - Kẻ ăn hồn/ The Soul Reaper (Việt Nam) - Hoa táo nở/ Our Blossom (Việt Nam, Hungary) - Hồng Hà Nữ Sĩ/ Hong Ha Lady Of Letters (Việt Nam) - Giải cứu anh Thầy/ Master Of Manners (Việt Nam) - Gặp lại chị bầu/ A Destined Encounter (Việt Nam) - Đào, phở và piano/ Peach Blossom, Pho And Piano (Việt Nam) - Đóa hoa mong manh/ A Fragile Flower (Việt Nam) - Cám/ The Sisters (Việt Nam) - Bên trong vỏ kén vàng/ Inside the Yellow Cocoon Shell (Việt Nam) - Bà già đi bụi/ The Old Lady Goes Backpacking (Việt Nam) - Mùa hè đẹp nhất/ Summer of Our Lives (Việt Nam) |

### Chương trình phim Việt Nam chào mừng kỷ niệm 70 năm Giải phóng Thủ đô
9 phim được chọn để công chiếu chính thức ở Chương trình phim Việt Nam chào mừng kỷ niệm 70 năm Giải phóng Thủ đô, trong đó riêng 4 phim hoạt hình Việt Nam chia thành 2 chùm phim:
| Chùm phim hoạt hình Việt Nam chào mừng 70 năm Giải phóng Thủ đô 1: - Nữ tướng Mê Linh/ Me Linh female general (Việt Nam) - Sự tích đền Bạch Mã/The Legend of the White Horse Temple (Việt Nam) Chùm phim hoạt hình Việt Nam chào mừng 70 năm Giải phóng Thủ đô 2: - Sự tích đền Voi Phục/The Legend of the Elephant Worship Temple (Việt Nam) - Truyền thuyết Gươm thần/Legend of the magic sword (Việt Nam) | Phim dài và Phim tài liệu trong Chương trình phim Việt Nam chào mừng kỷ niệm 70 năm Giải phóng Thủ đô: - Hà Nội trong mắt ai/ Hanoi Through Whose Eyes (Việt Nam) - Long thành cầm giả ca/ Musician at the Dragon Citadel (Việt Nam) - Hà Nội mùa đông năm 46/Ha Noi – Winter 1946 (Việt Nam) - Truyện cổ tích cho tuổi mười bảy/Fairy Tale for the Age Of 17 (Việt Nam) - Em bé Hà Nội/ The Little Girl of Hanoi (Việt Nam) |

## Giải thưởng
Liên hoan phim quốc tế Hà Nội lần thứ 7 bao gồm 10 hạng mục giải thưởng tranh giải chính, 3 hạng mục giải thưởng phụ và 4 bằng khen cho đạo diễn và biên kịch người Việt Nam.
| Phim dài xuất sắc nhất - Vỏ bọc (Hard Shell) (Iran) – Majid-Reza Mostafavi - ''Khi nào mọi thứ mới trở lại như chưa từng (When Will It Be Again Like It Never Was Before) (Đức) – Sonja Heiss - Ngày xưa có một chuyện tình (Once Upon A Love Story) (Việt Nam) – Trịnh Đình Lê Minh - Tám cảnh hồ Biwa (8 Views of Lake Biwa) (Estonia) – Marko Raat | Đạo diễn phim dài xuất sắc nhất - Majid-Reza Mostafavi – Vỏ bọc (Hard Shell) (Iran) - Sonja Heiss – Khi nào mọi thứ mới trở lại như chưa từng (When Will It Be Again Like It Never Was Before) (Đức) - Paloma Sermon-Daï – Nhà dột (It's Raining in the House) (Bỉ, Pháp) - Trịnh Đình Lê Minh – Ngày xưa có một chuyện tình (Once Upon A Love Story) (Việt Nam) - Marko Raat – Tám cảnh hồ Biwa (8 Views of Lake Biwa) (Estonia) |
| Diễn viên nam chính phim dài xuất sắc nhất - Payman Maadi – Vỏ bọc (Hard Shell) (Iran) - Makenzy Lombet – Nhà dột (It's Raining in the House) (Bỉ, Pháp) - Đỗ Nhật Hoàng – Ngày xưa có một chuyện tình (Once Upon A Love Story) (Việt Nam) - Magnus Krepper – Những thợ săn trên cánh đồng trắng (Hunters on a White Field) (Thụy Điển) - Hendrik Toompere Jr. – Tám cảnh hồ Biwa (8 Views of Lake Biwa) (Estonia) | Diễn viên nữ chính phim dài xuất sắc nhất - Tiina Tauraite – Tám cảnh hồ Biwa (8 Views of Lake Biwa) (Estonia) - Purdey Lombet – Nhà dột (It's Raining in the House) (Bỉ, Pháp) - Ngọc Xuân – Ngày xưa có một chuyện tình (Once Upon A Love Story) (Việt Nam) - Fereshteh Hosseini – Vỏ bọc (Hard Shell) (Iran) - Hanieh Tavassoli – Vỏ bọc (Hard Shell) (Iran)                                                                   |
| Giải thưởng của Ban giám khảo dành cho phim dài - Tám cảnh hồ Biwa (8 Views of Lake Biwa) (Estonia) – Marko Raat | Diễn viên trẻ triển vọng (từ 18 đến 35 tuổi) - Ngọc Xuân – Ngày xưa có một chuyện tình (Việt Nam) |
| Phim ngắn xuất sắc nhất - Khi chú chim cất cánh (A Bird Flew) (Colombia) – Leinad Pájaro de la Hoz - Nụ cười (Smile) (Việt Nam) – Nguyễn Quang Trung - Khi tên lửa đậu trên bệ phóng (When a Rocket Sits on the Launch Pad) (Trung Quốc, Hoa Kỳ) – Liu Bohao (Lưu Bác Hào) | Đạo diễn phim ngắn xuất sắc nhất - Nasim Forough – Thợ xếp chữ (Iran) |
| Giải thưởng của Ban Giám khảo cho phim ngắn - Những người gỡ mủ cao su (Campuchia) – Rotha Moeng | |
| Giải Mạng lưới khuyến khích điện ảnh châu Á (AFCNet) - Kẻ nói dối (Liên bang Nga) – Julia Trofimova | Phim Việt Nam được khán giả yêu thích nhất trong Chương trình phim Việt Nam đương đại - Hoa táo nở (Việt Nam/Hungary) – Dóra Szűcs |
| Giải nhất Chợ dự án phim - Red Lights Blue Angels (Bangladesh) – Afsana Mimi | Giải thưởng của Ban giám khảo Chợ dự án phim - Rahma (Thổ Nhĩ Kỳ) – Faysal Soysal |
| Bằng khen của Ủy ban nhân dân thành phố Hà Nội đối với đạo diễn, biên kịch các bộ phim về Hà Nội, có đóng góp vào sự phát triển kinh tế – xã hội Thủ đô, tham gia và hưởng ứng Liên hoan phim Quốc tế Hà Nội lần thứ 7 - Lê Việt Hương – đạo diễn phim Ngàn năm sênh phách (Hãng phim Sao Khuê sản xuất) - Phi Tiến Sơn – đạo diễn phim Đào, phở và piano (Công ty cổ phần Phim truyện I sản xuất) - Nguyễn Đức Việt – đạo diễn phim Hồng Hà nữ sĩ (Công ty TNHH MTV Truyền thông Nam Phương sản xuất) - Nguyễn Thị Hồng Ngát – biên kịch phim Hồng Hà nữ sĩ (Công ty TNHH MTV Truyền thông Nam Phương sản xuất) | |